# بيتر تيل
بيتر تيل (بالإنجليزية: Peter Till) (7 سبتمبر 1985 بوالسال في المملكة المتحدة - ) هو لاعب كرة قدم بريطاني في مركز جناح ‏. لعب مع برمنغهام سيتي وسكونثورب يونايتد وغريمسبي تاون ونادي والسول ونادي يورك سيتي وستافورد رينجرز وHalesowen Town F.C. ‏ ونادي تاموورث ونادي ليتون أورينت ونادي ليمنجتون وSolihull Moors F.C. ‏ ونادي ستوربريدج ونادي تشيسترفيلد وفليتوود تاون ونادي بوسطن يونايتد.

## وصلات خارجية
- بيتر تيل على موقع قاعدة بيانات كرة القدم.إي يو (الإنجليزية)
- بيتر تيل على موقع Soccerbase.com (لاعب) (الإنجليزية)
- بيتر تيل على موقع Soccerway.com (الإنجليزية)